# Giovanni Alberto Lorandi
Giovanni Alberto Lorandi (Brescia, Llombardia, final del segle xvii principis del xviii) fou un compositor italià del temps del Barroc.
És autor d'un oratori titulat Santa Maria Maddalena (1701 i d'un Te Deum (1709; ambdues obres les va escriure per encàrrec del príncep de la Toscana, Ferran de Mèdici.